# Amboss-Schere

Vergleich des Prinzips von Amboss-Schere und Bypass-Schere

Eine Amboss-Schere ist eine Schere mit nur einer Schneide. Sie wird häufig als Gartenschere genutzt.
Bei einer Amboss-Schere gleitet eine Klinge beim Schneiden durch das Schnittgut und trifft als Gegenstück auf eine glatte Metalloberfläche, den Amboss. Die geschliffene Klinge führt dadurch einen drückenden Schnitt durch.
Im Gegensatz zur Amboss-Schere trifft bei einer Bypass-Schere (bypass, deutsch: Umgehung) wie z. B. der Rosenschere das Schnittgut auf eine Gegenklinge. Dabei gleitet die geschliffene Klinge beim Schneiden seitlich an einer Gegenklinge vorbei.

## Funktion

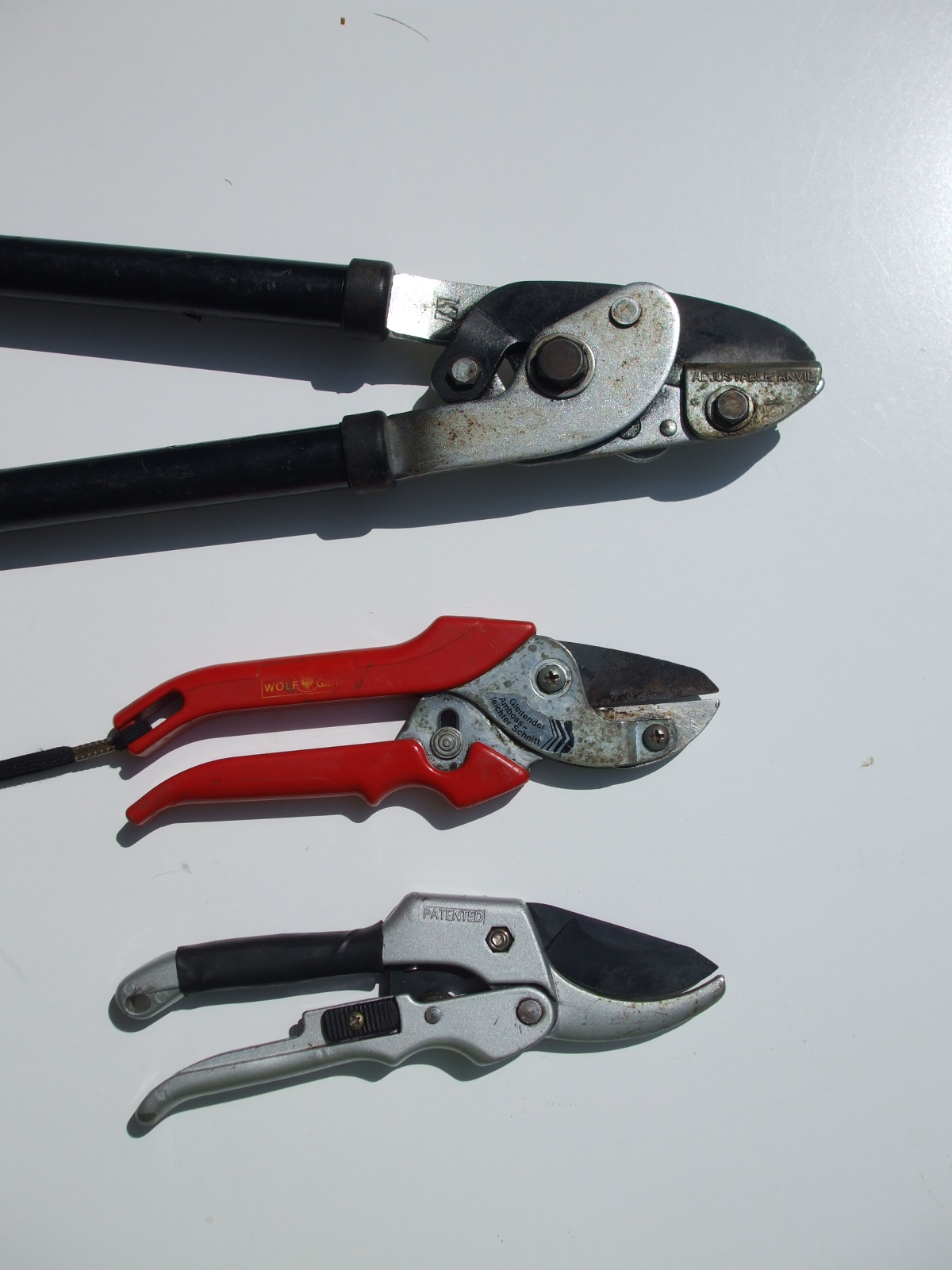
Verschiedene Amboss-Scheren

Im Gegensatz zu einem Brotmesser drückt die Klinge bei einer Amboss-Schere durch das Schnittgut. Bei der Verwendung des Brotmessers handelt es sich um einen ziehenden Schnitt, da die Klinge durch das Schnittgut (hier: das Brot) gezogen wird.
Bei einer Amboss-Schere hingegen bewegt sich die Klinge frei durch das Schnittgut, ohne an einer Gegenklinge oder Ähnlichem anzuliegen. Am Ende des Schnitts liegt die Schneide der Klinge auf dem Amboss. Dieser wird aus einem Werkstoff gefertigt, der weicher als die Klinge ist, damit sie beim Auftreffen auf den Amboss keinen Schaden nimmt. Geeignete Werkstoffe für die Fertigung des Ambosses sind Kunststoff sowie Aluminium-, Zink-, Messing- oder Bronzelegierungen.
Die Klingen werden aus härtbaren Kohlenstoff- oder Chromstählen gefertigt. Die Härte der Klingen liegt in der Regel zwischen 54 und 58 HRC.
Bei einer Amboss-Schere ist die Funktion des Schneidens selbst auch dann gegeben, wenn die Klinge beim Schneiden leicht nach links oder rechts ausweicht. Solange die Schneide am Ende des Schnitts den Amboss trifft und mit diesem formschlüssig abschließt, wird das Schnittgut durchtrennt. Bei einer Bypass-Schere hingegen muss die Klinge immer formschlüssig an der Gegenklinge anliegen, weil das Schnittgut ansonsten nicht durchtrennt wird.
Aus diesem Grund können die Klingen von Amboss-Scheren dünner geschliffen werden als die Klingen von Bypass-Scheren. Je dünner eine Klinge geschliffen ist, umso weniger weit spaltet sie das Schnittgut und dementsprechend ist die zum Schneiden benötigte Schnittkraft geringer.
Dank dünneren Klingen schneiden Amboss-Scheren also leichter als Bypass-Scheren. Sie sind folglich besonders zum Schneiden von dicken Ästen und hartem Holz geeignet.

## Geschichte
Die erste Amboss-Schere der Welt wurde 1923 von Walther Schröder in Kiel (Deutschland) entwickelt und gefertigt. Die Scheren erhielten den Produktnamen „Original LÖWE“ und werden bereits seit 1925 international vertrieben. Bis heute ist das Traditionsunternehmen mit Firmensitz in Kiel Weltmarktführer mit seinen Amboss-Scheren für den professionellen Wein-, Obst- und Gartenbau sowie für viele verschiedene Anwendungen in der Industrie und im Handwerk. Basierend auf dem Schneidprinzip der Amboss-Schere gibt es viele unterschiedliche Scherenmodelle, die unter anderem zum Schneiden von Profilen, Leisten, Schläuchen und Rohren aus Materialien wie Kunststoff, Gummi und Holz geeignet sind. Inzwischen fertigen auch andere Unternehmen Amboss-Scheren, wie beispielsweise Edma, Bahco, Felco, Gardena, Wolf-Garten und Fiskars.